# Districte de Guarda
El districte de Guarda (en portuguès Distrito da Guarda) és un dels divuit districtes que, juntament amb Madeira i Açores, formen Portugal. Pertany a la província tradicional de la Beira Alta, llevat el concelho (municipi) de Vila Nova de Foz Coa (més al nord), que pertany a Trás-os-Montes e Alto Douro. Limita al nord amb el districte de Bragança, a l'est amb la província de Salamanca (Espanya), al sud amb el districte de Castelo Branco i a l'oest amb el districte de Coïmbra i amb el de Viseu. Amb una àrea de 5.518 km², és el setè districte més gran de Portugal. Té una població resident (2001) de 173.716 habitants. La seu del districte és Guarda.

## Subdivisions
El districte de Guarda se subdivideix en els següents 14 municipis:
- Aguiar da Beira (vila)
- Almeida (vila)
- Celorico da Beira (vila)
- Figueira de Castelo Rodrigo (vila)
- Fornos de Algodres (vila)
- Gouveia (ciutat)
- Guarda (ciutat), capital del districte)
- Manteigas (vila)
- Mêda (ciutat)
- Pinhel (ciutat)
- Sabugal (ciutat)
- Seia (ciutat)
- Trancoso (ciutat)
- Vila Nova de Foz Côa (ciutat)

## Ciutats principals
Guarda, Seia, Pinhel